# Hrabstwo Oldham (Teksas)

Piramida wieku hrabstwa

Hrabstwo Oldham – rolnicze hrabstwo w USA, w stanie Teksas (region Panhandle), przy granicy ze stanem Nowy Meksyk. Utworzone w 1876 r. Według danych z 2023 liczy 1783 mieszkańców. Należy do najsłabiej zaludnionych hrabstw Teksasu (0,46 os./km²). Siedzibą hrabstwa jest miasteczko Vega. Hrabstwo przecina z zachodu na wschód Canadian River.

## Sąsiednie hrabstwa
- Hrabstwo Hartley (północ)
- Hrabstwo Moore (północny wschód)
- Hrabstwo Potter (wschód)
- Hrabstwo Deaf Smith (południe)
- Hrabstwo Quay, Nowy Meksyk (zachód)
- Hrabstwo Randall (południowy wschód)

## Gospodarka
Gospodarka hrabstwa generalnie pozostaje uzależniona od hodowli bydła (104,2 tys. sztuk – 2022), a 85% areału gospodarstw stanowią obszary pasterskie. Pozostałe 15% to głównie obszary uprawne zdominowane przez pszenicę i sorgo. 
Chociaż ropa została odkryta w hrabstwie Oldham w 1957 roku, nie produkowano tam znacznych ilości aż do wczesnych lat siedemdziesiątych. W 2019 roku wyprodukowano w hrabstwie 233 tys. baryłek ropy naftowej.

## Miasta
- Adrian
- Vega

## CDP
- Boys Ranch

## Ludność
Mieszkańcy deklarują głównie pochodzenie meksykańskie (19,9%), niemieckie (14,6%), irlandzkie (14%), angielskie (13,8%) i afroamerykańskie (7,4%).